# OIK mentns?
OIK mentns? fou un programa televisiu de TV3 emès el 2009, dirigit per Lali Colomé i presentat per Roger de Gràcia. Era un programa d'entreteniment que donava veu als adolescents i pretenia saber què pensen sobre les coses que els envolten i què els preocupa.
El programa s'emetia els dimarts al vespre i va tenir una audiència d'entorn al 10 % i 320.000 espectadors de mitjana. Pel que fa al format, era continuador del programa No em ratllis!, emès anteriorment, i a més de la participació directa d'adolescents que mostraven la seva opinió sobre diferents temes d'actualitat també contenia debats, reportatges (de Susanna Bergés i Òscar Rodríguez) i seccions fixes de col·laboradors. Després d'una primera temporada de 13 programes en el primer trimestre de 2009, va renovar amb una segona temporada al segon trimestre, fins al mes de juny, amb algunes reformes en els continguts, reforçant el format talk show i l'actualitat i eliminant els col·laboradors.